# Zitteliana
Zitteliana est une revue scientifique allemande crée en 1969, et disparue en 2002.

## Liens
- Ressources relatives à la recherche :   - Biodiversity Heritage Library
  - Scopus